# Élections régionales en Saxe-Anhalt
Les élections régionales en Saxe-Anhalt (en allemand : Landtagswahl in Sachsen-Anhalt) sont organisées tous les cinq ans dans le Land de Saxe-Anhalt, sauf en cas de dissolution anticipée, afin de désigner les députés régionaux qui siègent au sein du Landtag.

## Résumé
| Élections au Landtag de Saxe-Anhalt |               |           |               |                                        |         |          |                    |                    |
| Année                               | Participation | Hémicycle | Parti en tête | Parti en tête                          | Score   | Sièges   | Ministre-président | Ministre-président |
| 1990                                | 65,13 %       |           |               | Union chrétienne-démocrate d'Allemagne | 38,00 % | 48 / 106 |                    | Gerd Gies          |
| 1994                                | 54,84 %       |           |               | Union chrétienne-démocrate d'Allemagne | 34,39 % | 37 / 99  |                    | Reinhard Höppner   |
| 1998                                | 71,47 %       |           |               | Parti social-démocrate d'Allemagne     | 35,87 % | 47 / 116 |                    | Reinhard Höppner   |
| 2002                                | 56,45 %       |           |               | Union chrétienne-démocrate d'Allemagne | 37,34 % | 48 / 115 |                    | Wolfgang Böhmer    |
| 2006                                | 44,42 %       |           |               | Union chrétienne-démocrate d'Allemagne | 36,21 % | 40 / 97  |                    | Wolfgang Böhmer    |
| 2011                                | 51,18 %       |           |               | Union chrétienne-démocrate d'Allemagne | 32,51 % | 41 / 105 |                    | Reiner Haseloff    |
| 2016                                | 61,11 %       |           |               | Union chrétienne-démocrate d'Allemagne | 29,76 % | 30 / 87  |                    | Reiner Haseloff    |
| 2021                                | 60,33 %       |           |               | Union chrétienne-démocrate d'Allemagne | 37,12 % | 40 / 97  |                    | Reiner Haseloff    |